# Microlepia rhomboidea
Microlepia rhomboidea là một loài dương xỉ trong họ Dennstaedtiaceae. Loài này được C.Presl mô tả khoa học đầu tiên năm 1836.